# Maison des Chants
Dans le mazdéisme, la Maison des Chants (Garotman) ou Lumière Infinie est le paradis, demeure où vit Ahura Mazda.

## Mythologie
Dans le mazdéisme, Ahura (Ormuzd), le Bien (Mazda) et Ahriman, le Mal, l'esprit destructeur sont les deux forces qui s'opposent dans une lutte jusqu'à la fin des temps. En attendant le salut et la victoire définitive du bien Ahura Mazda, et après avoir traversé le pont de Chinvat avec Daênâ, les justes jouissent du paradis dans la Maison des Chants tandis que les mauvaises âmes vont en Enfer. Après la victoire d'Ahura Mazda, toutes les âmes pourront jouir du paradis. L'enfer est donc une sorte de purgatoire où les mauvaises âmes attendent la rédemption.
Le paradis mazdéen prend le nom de Maison des Chants car il y résonne le son de chants célestes.